# Pomarzany (osada w gminie Krośniewice)
Pomarzany – osada w Polsce położona w województwie łódzkim, w powiecie kutnowskim, w gminie Krośniewice.
W latach 1975–1998 miejscowość administracyjnie należała do województwa płockiego.